# Tata Yoyo
Tata Yoyo est une chanson d'Annie Cordy sortie en 1980 en 45 tours (disque vinyle de 7 pouces) sous le label CBS.
En 1999, le titre s'est vendu à 1 million d'exemplaires. Il s'agit d'un des plus gros succès d'Annie Cordy.

## Paroles et interprétations
Tata Yoyo est un personnage surnommé « la folle de Rio ». Selon les interprétations, il pourrait s'agir d'une personnalité excentrique du carnaval brésilien ne passant pas inaperçue avec son « boa » et sa « robe à fleurs », d'une femme atteinte de folie à l'humeur « yoyo » avec « des tas d'oiseaux » dans la tête, voire d'un travesti avec son « mégot » et ses « faux cils », les termes de « folle » et « tata » pouvant désigner un homme non conforme aux codes du masculin,.
L'auteur Jacques Mareuil avait une tante qui s'appelait Yolande. Elle aurait donné son nom au personnage de Tata Yoyo.

## Reprises et adaptations
Les reprises de cette chanson sont nombreuses, mais ces deux « covers » (terme anglais qui désigne le genre) récentes sortent du lot pour avoir rencontré un certain succès :
En juillet 2020, le chanteur montpelliérain de Mecavolic, de son vrai nom Lucas Nicot, profite du confinement pour produire une version électro-mélancolique du tube d'Annie Cordy. Une réinterprétation vocale et sonore, toute en mesure et subtilité qui rencontre un beau succès à la suite de sa publication sur YouTube, plus de 180 000 vues (novembre 2021), ou sur le compte Facebook de l'artiste, 13 000 likes et 25 000 partages. On perçoit mieux dans cette reprise l'histoire de ce personnage travesti écorché et mélancolique passée pour le moins inaperçue dans l'interprétation originale. Une version qui a par ailleurs reçu les compliments d'Annie Cordy elle même, alors qu'elle était encore en vie pour l'entendre.[non neutre]
En avril 2021, Jim Bauer, peut-être inspiré du premier, interprète également une version dramatique du titre dans l'émission The Voice : La Plus Belle Voix : « Les gens rigolent à la première phrase mais sont touchés à la fin. J'aimais ce contraste entre le rire et l'émotion ». « Personne n’avait compris cette chanson comme ça, on ne savait pas qu'elle avait cette dimension », a réagi Florent Pagny lors de cette interprétation.